# Prix du manga Kōdansha
Le Prix du manga Kōdansha (講談社漫画賞, Kōdansha manga shō) est un prix récompensant les meilleurs mangas prépubliés l'année passée au Japon, décerné par la maison d'édition Kōdansha depuis 1977. Il est remis chaque année autour des mois de mai et juin, et divisé en trois catégories : générale, shōnen et shōjo.
Les gagnants reçoivent un certificat, une statue de bronze et un prix d'un million de yens.

## Historique
En 1959, à l'occasion de son 50e anniversaire, l'éditeur décida de créer ses propres récompenses annuelles, les Trois Prix Kōdansha (講談社三賞, Kōdansha sanshō) : prix du manga pour enfant, du livre d'illustrations et du livre de photographies. Ce Prix du manga pour enfant Kōdansha (講談社児童まんが賞, Kōdansha jidō manga shō) fut décerné à neuf reprises de 1960 à 1968.
En 1969, de nouveau pour commémorer la naissance de la société apparut un nouveau prix : le Prix culturel Kōdansha (講談社出版文化賞, Kōdansha shuppan bunka shō), doté d'une catégorie Mangas pour enfant (児童まんが部門, Jidō manga bumon). Sept prix furent décernés dans cette catégorie de 1970 à 1976, avant que Kōdansha ne choisisse d'établir un prix spécifique pour le manga. Cependant, le Prix culturel Kōdansha existe toujours, et compte désormais quatre catégories : illustrations, design, photos et images, catégories présentes à l'origine.

## Palmarès
Un seul mangaka a remporté le Prix du manga Kōdansha à trois reprises : Kaiji Kawaguchi, catégorie Général en 1987, 1990 et 2002. Viennent ensuite Makoto Kobayashi (Shōnen 1981, Général 1986), Harold Sakuishi (Général 1990, Shōnen 2002), Daisuke Terasawa (Shōnen 1988 et 1996) et Osamu Tezuka (Shōnen 1977, Général 1986), chacun à deux reprises.
Si l'on prend également en compte les Prix du manga pour enfant et Prix culturel, catégorie Mangas pour enfant décernés entre 1960 et 1976, on peut considérer qu'Osamu Tezuka a en fait obtenu trois prix en 1970, 1977 et 1986, et que Tetsuya Chiba (1962 et 1976), Ikki Kajiwara (1967 et 1975), Noboru Kawasaki (1967 et 1978), Shigeru Mizuki (1965 et 1989) et Machiko Satonaka (1974 et 1982) en ont obtenu deux.
En 2009, un prix spécial pour la commémoration des 100 ans de Kōdansha (講談社創業100周年記念特別賞, Kōdansha sōgyō 100 shūnen kinen tokubetsu-shō) a été remis à Tetsuya Chiba.

### Prix du manga pour enfant Kōdansha
- 1960 : Takemaru Nagata (ja), Bikkuru-kun (ビックルくん?) et Hiroo Terada (ja), Sportsman Kintarō (スポーツマン金太郎, Spōtsuman Kintarō?)

- 1961 : Jirō Tsunoda (ja), Bara iro no umi (ばら色の海?, La Mer rose)

- 1962 : Tetsuya Chiba, 1, 2, 3 to 4, 5, Roku (１・２・３と４・５・ロク?, 1, 2, 3 et 4, 5, Six) et Sakana ya champion (魚やチャンピオン?, Poisson et champion)

- 1963 : Sanpei Shirato, Seton dōbutsuki (シートン動物記, Shīton dōbutsuki?, Chroniques animalières de Seton) et Sasuke (サスケ?)

- 1964 : Kenji Morita (ja), Marude Dameo (丸出だめ夫?, du nom du héros du manga)

- 1965 : Shigeru Mizuki, Terebi-kun (テレビくん?) et Yōko Imamura (ja), Hustle-Yū-chan (ハッスルゆうちゃん, Hassuru-Yū-chan?)

- 1966 : Shōtarō Ishinomori, Mutant Sabu (ミュータント・サブ, Myūtanto Sabu?) et Cyborg 009 (サイボーグ００９, Saibōgu 009?)

- 1967 : Ikki Kajiwara (scénario) et Noboru Kawasaki (ja) (dessin), Kyojin no hoshi (巨人の星?, L'Étoile des géants)

- 1968 : George Akiyama (ja), Batman X (パットマンX, Battoman X?)

### Prix culturel Kōdansha, catégorie Mangas pour enfant
- 1970 : Osamu Tezuka, Phénix

- 1971 : Masaki Mori (ja), Jiro ga yuku (ジロがゆく?) et Hamidashi yarō no komoriuta (はみだし野郎の子守唄?, La Berceuse du vaurien rejeté)

- 1972 : Leiji Matsumoto, Otoko oidon (男おいどん?, Je suis un garçon)

- 1973 : Shinji Mizushima, Yakyūkyō no uta (野球狂の詩?, Le Poème du fou de baseball)

- 1974 : Takao Yaguchi, Paul le pêcheur et Maboroshi no kaija[3] bachi-hebi (幻の怪蛇バチヘビ?, Le Fantôme du serpent légendaire bachi-hebi), et Machiko Satonaka, Ashita kagayaku (あした輝く?, Des lendemains qui chantent, littéralement Demain brille) et Hime ga iku ! (姫が行く！?, La Princesse s'en va !)

- 1975 : Ikki Kajiwara (scénario) et Takumi Nagayasu (dessin), Ai et Makoto (愛と誠, Ai to Makoto?, signifie également « amour et sincérité »)

- 1976 : Tetsuya Chiba, Ore wa Teppei (おれは鉄兵?, Je suis Teppei)

### Prix du manga Kōdansha
En gras, les œuvres non éditées par Kōdansha.
| Année | Enfant                                                                                           | Shōnen | Shōjo                                                                                                 | Général                                                                        |
| ----- | ------------------------------------------------------------------------------------------------ | --- | --- | ------------------------------------------------------------------------------ |
| 1977  |                                                                                                  | Blackjack et L'Enfant aux trois yeux, Osamu Tezuka                                                                  | Marc et Marie, Waki Yamato Candy, Kyōko Mizuki et Yumiko Igarashi                                     |                                                                                |
| 1978  | Football taka (フットボール鷹), Noboru Kawasaki                                                  | Seito shokun ! (生徒諸君!), Yōko Shōji                                                                              | |                                                                                |
| 1979  | Tonda couple (翔んだカップル), Kimio Yanagisawa                                                  | Wata no kuni hoshi (綿の国星), Yumiko Ōshima                                                                        | |                                                                                |
| 1980  | Susanoō (凄ノ王), Gō Nagai                                                                       | Lemon hakusho (れもん白書), Mayumi Yoshida (en)                                                                     | |                                                                                |
| 1981  | 1, 2 no Sanshirō (1・2の三四郎), Makoto Kobayashi                                                | Les Aventures de Claire et Tipoune, Shun'ichi Yukimuro et Shizue Takanashi                                          | |                                                                                |
| 1982  | Gakujin retsuden (岳人列伝), Motoka Murakami                                                     | Yōkihiden (妖鬼妃伝), Suzue Miuchi                                                                                  | Karyūdo no seiza (狩人の星座), Machiko Satonaka                                                       |                                                                                |
| 1983  | The Kabocha wine (The かぼちゃワイン), Mitsuru Miura                                             | Hi izuru tokoro no tenshi (日出処の天子), Ryōko Yamagishi                                                           | P.S. Genki desu, Shunpei (P.S. 元気です、俊平), Fumi Saimon                                           |                                                                                |
| 1984  | Batsu & Terry (バツ&テリー), Yasuichi Ōshima                                                     | Lady Love, Hiromu Ono                                                                                               | Akira, Katsuhiro Ōtomo                                                                                |                                                                                |
| 1985  | Bari-bari densetsu (バリバリでんせつ), Shūichi Shigeno                                           | non attribué | Okashina futari (おかしな二人), Jūzō Yamasaki et Kei Sadayasu Mahiro taiken (まひろ体験), Naomi Nishi |                                                                                |
| 1986  | Kōtarō makaritōru ! (コータローまかりとおる！), Tatsuya Hiruta                                   | Yūkan club (有閑倶楽部), Yukari Ichijō                                                                              | L'Histoire des 3 Adolf, Osamu Tezuka Michael ?!, Makoto Kobayashi                                     |                                                                                |
| 1987  | Tekken Chinmi, Takeshi Maekawa                                                                   | Nana iro magic (なな色マジック), Yū Asagiri                                                                         | Actor (アクター), Kaiji Kawaguchi                                                                     |                                                                                |
| 1988  | Le Petit chef, Daisuke Terasawa                                                                  | Junjō Crazy Fruits (純情クレイジーフルーツ), Akemi Matsunae                                                         | Bonobono (ぼのぼの), Mikio Igarashi Be-Bop High School (ビー・バップ・ハイスクール), Kazuhiro Kiuchi  |                                                                                |
| 1989  | Meimon ! Daisan Yakyūbu (名門!第三野球部), Toshiyuki Mutsu                                       | Chibi Maruko-chan, Momoko Sakura Shiratori Reiko de gozaimasu ! (白鳥麗子でございます！), Yumiko Suzuki             | Shōwa-shi (昭和史), Shigeru Mizuki                                                                    |                                                                                |
| 1990  | Shura no mon (修羅の門), Masatoshi Kawahara                                                      | Pride, Naka Marimura                                                                                                | Chinmoku no kantai (沈黙の艦隊), Kaiji Kawaguchi Gorillaman (ゴリラーマン), Harold Sakuishi           |                                                                                |
| 1991  | Ippo, George Morikawa                                                                            | Eien no nohara (永遠の野原), Mieko Ōsaka                                                                            | Kachō Shima Kōsaku (課長島耕作), Kenshi Hirokane Waru (悪女), Jun Fukami                              |                                                                                |
| 1992  | Kaze Hikaru (風光る〜甲子園〜), Sanbachi Kawa et Tarō Nami                                       | Uchi no mama ga iu koto ni wa (うちのママが言うことには), Mariko Iwadate                                            | Naniwa kin'yūdō, Yūji Aoki                                                                            |                                                                                |
| 1993  | 3×3 Eyes, Yūzō Takada                                                                            | Sailor Moon, Naoko Takeuchi                                                                                         | Parasite, Hitoshi Iwaaki                                                                              |                                                                                |
| 1994  | Shoot ! (シュート!), Tsukasa Ōshima                                                              | Kimi no te ga sasayaite iru (君の手がささやいている), Junko Karube                                                  | Tetsujin ganma (鉄人ガンマ), Yasuhito Yamamoto                                                        |                                                                                |
| 1995  | Les Enquêtes de Kindaichi, Yōzaburō Kanari et Fumiya Satō                                        | Sekai de ichiban yasashii ongaku (世界でいちばん優しい音楽), Mari Ozawa                                             | Hanada shōnen-shi, Makoto Isshiki                                                                     |                                                                                |
| 1996  | Shōta no sushi, Daisuke Terasawa                                                                 | Tennen kokekkō (天然コケッコー), Fusako Kuramochi                                                                   | Ike ! Inachū takkyū-bu, Minoru Furuya                                                                 |                                                                                |
| 1997  | Ryūrōden (龍狼伝), Yoshito Yamahara                                                              | Yakumo-tatsu (八雲立つ), Natsumi Itsuki                                                                             | Dragon Head, Minetarō Mochizuki                                                                       |                                                                                |
| 1998  | GTO, Tōru Fujisawa                                                                               | Kodomo no omocha, Miho Obana                                                                                        | Tobaku Mokushiroku Kaiji, Nobuyuki Fukumoto Sōten kōro (蒼天航路), King Gonta                         |                                                                                |
| 1999  | Chameleon (カメレオン), Atsushi Kase                                                             | Peach Girl, Miwa Ueda                                                                                               | Wangan midnight (湾岸ミッドナイト), Michiharu Kusunoki                                                |                                                                                |
| 2000  | Tetsuya — Jansei to yobareta otoko (哲也-雀聖と呼ばれた男), Fūmei Sai et Yasushi Hoshino         | Guru-guru Pon-chan (ぐるぐるポンちゃん), Satomi Ikezawa                                                             | Vagabond, Eiji Yoshikawa et Takehiko Inoue                                                            |                                                                                |
| 2001  | Love Hina, Ken Akamatsu                                                                          | Fruits Basket, Natsuki Takaya                                                                                       | 20th Century Boys, Naoki Urasawa                                                                      |                                                                                |
| 2002  | Sakigake !! Cromartie Kōkō (魁!! クロマティ高校), Eiji Nonaka Beck, Harold Sakuishi              | Antique Bakery, Fumi Yoshinaga                                                                                      | Zipang, Kaiji Kawaguchi                                                                               |                                                                                |
| 2003  | Mirumo, Hiromu Shinozuka                                                                         | Kunimitsu no matsuri (クニミツの政), Yūma Andō et Masashi Asaki                                                     | Honey and Clover, Chika Umino Kimi Wa Pet, Yayoi Ogawa                                                | Tensai Yanagisawa kyōju no seikatsu (天才柳沢教授の生活), Kazumi Yamashita     |
| 2004  | Ultra ninpō-chō (ウルトラ忍法帖), Kazuhiko Midō                                                  | Shana-ō Yoshitsune (遮那王義経), Hirofumi Sawada                                                                    | Nodame Cantabile, Tomoko Ninomiya                                                                     | Basilisk, Fūtarō Yamada et Masaki Segawa                                       |
| 2005  | Chocola et Vanilla, Moyoko Anno                                                                  | Capeta, Masahito Soda                                                                                               | Oi pītan !! (おいピータン!!), Risa Itō Koibumi-biyori (恋文日和), George Asakura                      | Dragon Zakura (ドラゴン桜), Norifusa Mita                                      |
| 2006  | Kitchen no o-hime-sama (キッチンのお姫さま), Miyuki Kobayashi et Natsumi Andō                    | Air Gear, Oh! Great                                                                                                 | Life, Keiko Suenobu                                                                                   | Mushishi, Yuki Urushibara                                                      |
| 2007  | Tenshi no frypan (天使のフライパン), Etsushi Ogawa                                               | Sayonara Monsieur Désespoir (さよなら 絶望先生, Sayonara Zetsubō sensei), Kōji Kumeta DEAR BOYS ACT2, Hiroki Yagami | IS, Chiyo Rokuhana                                                                                    | Ōkiku Furikabutte, Asa Higuchi                                                 |
| 2008  | Shugo Chara!, Peach-Pit                                                                          | Saikyō ! Toritsu aoi-zaka kōkō yakyū-bu (最強!都立あおい坂高校野球部), Motoyuki Tanaka                              | Sawako, Karuho Shiina                                                                                 | Moyasimon, Masayuki Ishikawa                                                   |
| 2009, | Meitantei Yumemizu Kiyoshirō Jiken Note (名探偵夢水清志郎事件ノート), Kaoru Hayamine et Kei Enue | Q.E.D. shōmei shūryō (Q.E.D. 証明終了), Motohiro Katō Fairy Tail, Hiro Mashima                                      | Kiyoku yawaku (潔く柔く), Ryō Ikuemi                                                                  | Ah! My Goddess, Kōsuke Fujishima                                               |
| 2010  | Inazuma Eleven, Tenya Yabuno                                                                     | Ace of Diamond, Yūji Terajima                                                                                       | Princess Jellyfish, Akiko Higashimura                                                                 | Giant Killing, Tsujitomo et Masaya Tsunamoto                                   |
| 2011  | Honto ni Atta! Reibai-Sensei (ほんとにあった!霊媒先生), Hidekichi Matsumoto                      | L'Attaque des Titans, Hajime Isayama                                                                                | Chihayafuru, Yuki Suetsugu                                                                            | Sangatsu no Lion, Chika Umino Space Brothers, Chūya Koyama                     |
| 2012  | Love Mission, Ema Toyama                                                                         | Mashiro no Oto (ましろのおと), Marimo Ragawa                                                                        | Heartbroken Chocolatier, Setona Mizushiro                                                             | Vinland Saga, Makoto Yukimura                                                  |
| 2013  | Animal Kingdom, Makoto Raiku                                                                     | Your Lie in April, Naoshi Arakawa                                                                                   | Mon histoire, Aruko et Kazune Kawahara                                                                | Prison School, Akira Hiramoto Gurazeni (グラゼニ), Keiji Adachi et Jôkura Cozy |
| 2014  | Yo-kai Watch, Noriyuki Konishi                                                                   | Baby Steps, Hikaru Kachiki                                                                                          | La Maison du soleil (たいようのいえ), Taamo                                                           | Shōwa Genroku rakugo shinjū (昭和元禄落語心中), Haruko Kumota                  |
| 2015  |                                                                                                  | Seven Deadly Sins, Nakaba Suzuki Yowamushi Pedal, Wataru Watanabe                                                   | Nigeru wa Haji da ga Yaku ni Tatsu (逃げるは恥だが役に立つ), Tsunami Umino                            | Knights of Sidonia, Tsutomu Nihei                                              |
| 2016  | Days, Tsuyoshi Yasuda                                                                            | Kiss Him, Not Me (私がモテてどうすんだ), Junko                                                                      | Kōnodori (コウノドリ), Yū Suzunoki                                                                    |                                                                                |
| 2017  | Altaïr, Kotono Katō                                                                              | P and JK, Maki Miyoshi                                                                                              | The Fable, Katsuhisa Minami                                                                           |                                                                                |
| 2018  | Beastars, Paru Itagaki                                                                           | Tōmei na yurikago, Bakka Okita                                                                                      | Sanju Mariko, Yuki Ozawa Fragile - Byōrii Kishi Keiichirō no Shoken, Saburō Megumi et Bin Kusamizu    |                                                                                |
| 2019  | The Quintessential Quintuplets, Negi Haruba To Your Eternity, Yoshitoki Ōima                     | Perfect World, Rie Aruga                                                                                            | What Did You Eat Yesterday ?, Fumi Yoshinaga                                                          |                                                                                |
| 2020  | Tokyo Revengers, Ken Wakui                                                                       | Boku to kimi no taisetsu na hanashi, Robico                                                                         | Blue Period, Tsubasa Yamaguchi                                                                        |                                                                                |
| 2021  | Blue Lock, Muneyuki Kaneshiro et Yūsuke Nomura                                                   | À tes côtés, Megumi Morino                                                                                          | Yuria-sensei no akai ito, Kiwa Irie                                                                   |                                                                                |
| 2022  | Moi, quand je me réincarne en Slime, Taiki Kawakami                                              | Nina du royaume aux étoiles, Rikachi                                                                                | Police in a Pod, Miko Yasu                                                                            |                                                                                |
| 2023  | Shangri-La Frontier, Ryōsuke Fuji et Kata Rina                                                   | L'Enfant en moi, Mamoru Aoi                                                                                         | Skip and Loafer, Misaki Takamatsu                                                                     |                                                                                |
| 2024  | Frieren, Kanehito Yamada et Tsukasa Abe                                                          | Kimi no yokogao miteita, Rumi Ichinohe                                                                              | Medalist, Tsurumaikada                                                                                |                                                                                |